# How My Heart Sings!
How My Heart Sings! – album Billa Evansa wydany przez wytwórnię Riverside Records w 1962.
Płyta nagrana w trio. Evans występuje w towarzystwie Chucka Israelsa na kontrabasie i Paula Motiana na perkusji. Nagrania zostały dokonane w Nowym Jorku 17 maja (utwory 1 i 5), 29 maja (utwory 4, 6, 8 i 10) i 5 czerwca (utwory 2, 3, 7, 9 i 11) 1962. Podczas tych samych sesji trio Evansa nagrało również materiał, który ukazał się na albumie Moon Beams.
Oryginalny album zawierał 8 utworów. Alternatywne wersje trzech utworów zostały opublikowane w wydaniu kompaktowym z 2013.

## Lista utworów
Oryginalny album
| 1. | „How My Heart Sings” (Earl Zindars)                          | 4:59  |
|    |                                                              |       |
| 2. | „I Should Care” (Sammy Cahn, Axel Stordahl, Paul Weston)     | 4:55  |
|    |                                                              |       |
| 3. | „In Your Own Sweet Way” (Dave Brubeck)                       | 6:59  |
|    |                                                              |       |
| 4. | „Walking Up” (Bill Evans)                                    | 4:57  |
|    |                                                              |       |
| 5. | „Summertime” (George Gershwin, Ira Gershwin, DuBose Heyward) | 6:00  |
|    |                                                              |       |
| 6. | „34 Skidoo” (Bill Evans)                                     | 6:22  |
|    |                                                              |       |
| 7. | „Ev'rything I Love” (Cole Porter)                            | 4:13  |
|    |                                                              |       |
| 8. | „Show-Type Tune” (Bill Evans)                                | 4:22  |
|    |                                                              |       |
|    |                                                              | 42:47 |
|    |                                                              |       |
Utwory bonusowe
| 9.  | „In Your Own Sweet Way” (wersja alternatywna) | 5:54  |
|     |                                               |       |
| 10. | „34 Skidoo” (wersja alternatywna)             | 6:26  |
|     |                                               |       |
| 11. | „Ev'rything I Love” (wersja alternatywna)     | 4:20  |
|     |                                               |       |
|     |                                               | 16:40 |
|     |                                               |       |

## Twórcy
- Bill Evans – fortepian
- Chuck Israels – kontrabas
- Paul Motian – perkusja